# Stereophyllum setschwanicum
Stereophyllum setschwanicum là một loài rêu trong họ Stereophyllaceae. Loài này được Broth. mô tả khoa học đầu tiên năm 1924.